# کاکل‌فری سیاه
کاکل‌فری سیاه (نام علمی: Crax alector) که با نام‌های کاکل‌فری نرم‌نوک و کاکل‌فری کاکلی نیز شناخته می‌شود، گونه‌ای از پرندگان خانواده گوش‌خراشان، چاچالاکاها، شب‌خروش‌ها و کاکل‌فری‌ها است. این گونه در جنگل‌های نمناک شمال آمریکای جنوبی در کلمبیا، ونزوئلا، گویان از جمله سورینام و شمال برزیل یافت می‌شود و به باهاما، کوبا، جامائیکا، هائیتی، جمهوری دومینیکن، پورتوریکو و آنتیل کوچک معرفی شده است. این تنها گونه از سردهٔ Crax است که در آن نر و ماده را نمی‌توان با پر از هم جدا کرد، زیرا هر دو اساسا سیاه با پوشپرهای مخرجگاه سفید (ناحیه پیرامون کلواکا) هستند. رنگ نرمه بینی  زرد (در بخش شرقی دامنهٔ پراکنش آن) یا نارنجی مایل به قرمز (در بخش غربی دامنهٔ پراکنش آن) است.